# Le tre porte
Le tre porte è il primo romanzo pubblicato dallo scrittore, musicista e blogger cinese Hán Hán
Il romanzo è una trasposizione di testi tratti direttamente dal suo blog; il protagonista è uno studente del terzo anno di scuola media in una cittadina di provincia nei dintorni di Shanghai. Con oltre 20 milioni di copie stampate, Le tre porte è il maggiore successo di vendite di un libro di narrativa in Cina negli ultimi vent'anni.

## Trama
Lin Yuxiang frequenta il terzo anno di scuola media in una città nei dintorni di Shanghai, e un circolo letterario legato alla scuola. La preparazione dell'insegnante Ma Debao, una vecchia conoscenza del padre di Yuxiang, è decisamente insufficiente, e le sue lezioni didatticamente inconcludenti provocano l'abbandono di diversi iscritti.
Per tentare di ravvivare l'attenzione, Ma Debao organizza una gita nell'antica città di Zhouzhuang; gli studenti si dividono in gruppi, Lin Yuxiang si aggrega all’amico Luo Tiancheng e alla rappresentante di classe Shen Xi'er. Mentre visitano la zona turistica della città, attraversata da canali e ponti, Shen Xi'er riconosce una sua amica, la bellissima Susan che ha un nome straniero perché ha vissuto in Canada. La ragazza scatena subito la competitività tra i due maschi, anche se fino a questo momento entrambi si sono dichiarati disinteressati alle femmine.
Nei giorni successivi Luo Tiancheng scrive una lettera d’amore a Susan, che frequenta la loro stessa scuola, ma viene rifiutato. Lin Yuxiang, pure invaghito della bellissima ragazza, vive con più discrezione la propria passione. Ma Debao insiste che gli allievi partecipino a un concorso letterario bandito da un ente di Pechino, Lin Yuxiang scopiazza antichi autori per mettere insieme un componimento decente. Intanto si avvicinano gli esami di fine anno, i suoi genitori pretendono una votazione alta che gli permetta di accedere a una scuola prestigiosa. Lo mandano a ripetizione, ma le lezioni sono tenute da professori anziani o scadenti. Qui incontra il coetaneo Liang Zijun, più interessato ad avere successo con le ragazze che allo studio.
A sorpresa, il suo componimento vince il primo premio nazionale e viene pubblicato su una rivista letteraria. Gli giunge corrispondenza da molti lettori proveniente da tutta la Cina. Durante una gita scolastica a Nanchino, riesce a sedersi in autobus accanto a Susan. Tuttavia con lei non ha speranze: ringalluzzito dalla notorietà letteraria, le scrive alcune lettere d'amore in cinese antico alle quali lei risponde con diplomazia, augurandogli di avere successo negli studi per accedere a una delle prestigiose università di Shanghai.
Prima dell'esame finale Yuxiang riceve una soffiata da Liang Zijun sul titolo del tema ma non gli dà credito, così durante le prove brilla in tutte le materie tranne lingua cinese. Il risultato gli permette accesso a una delle migliori scuole superiori del distretto, ma un amico della madre riesce a farlo ammettere alla prestigiosa Scuola Superiore n. 3 sud di Shanghai per “meriti sportivi”, previo pagamento di una bustarella da parte dei signori Lin. Yuxiang preferirebbe rimanere alla scuola del distretto per stare vicino a Susan, ma i genitori sono irremovibili.
Il protagonista arriva nella nuova scuola dove gli istruttori si accorgono subito che i suoi meriti sportivi sono inesistenti. Quando inizia l'anno scolastico, Yuxiang è eccitato dalla prospettiva di vivere in camerata, lontano dalla famiglia, ma il suo entusiasmo si smonta ben presto. Gli allievi ammessi per meriti sportivi sono considerati con alterigia da quelli che hanno ottenuto un elevato punteggio all’esame. Un compagno di corso, Quiang Rong, ammesso a pagamento, vanta le conoscenze di suo padre fra gli scrittori celebri, allora Yuxiang rivela alle ragazze di avere pubblicato un testo su una rivista nazionale.
Iscritto al club letterario, Yuxiang scopre che esiste una grande rivalità tra i membri interessati alla saggistica, quelli interessati alla prosa e i poeti. Si offre di impaginare la rivista letteraria della scuola, anche se non ha nessuna esperienza, e in questo modo si mette in mostra, così che quando il direttore uscente dà le dimissioni consiglia anche ai membri di sostituirlo con Lin Yuxiang, che è al di sopra delle parti. Fingendo ritrosia, Yuxiang accetta, e può vantarsi con Qiang Rong di essere diventato presidente. Questo tuttavia non fa molto colpo sul suo rivale.
Entrambi vengono colpiti praticamente in contemporanea da una disgrazia d’amore: Quiang Rong si lascia con la sua fidanzatina Yao Shuqin, che frequenta la loro stessa scuola, e Yuxiang riceve una lettera da Luo Tiancheng, il quale gli comunica che Susan esce con un compagno di scuola, un genio delle scienze. Disperato, dopo aver ottenuto conferma via lettera da Shen Xi’er, Yuxiang passa una notte fuori dal dormitorio, addormentandosi dopo aver vagato senza meta. Il suo rendimento a scuola ne risente, ha ben cinque materie negative, e continua a non studiare immaginando di poter recuperare.
In realtà Susan gli ha fatto arrivare notizie false perché lui si mettesse il cuore in pace e studiasse, dal momento vuole frequentare insieme a lui una prestigiosa università; ma quando scopre che sta sprecando la sua occasione gli dice che non vuole mai più sentire la sua voce. Inoltre, la direzione della scuola scopre che Yuxiang ha passato una notte fuori senza autorizzazione: suo padre viene avvertito e scatta una sanzione disciplinare.
Disperato, Yuxiang capisce non solo di aver perduto la sua Susan e la fiducia dei genitori, ma anche di avere sprecato la possibilità che gli era stata data.

## Personaggi
- Lin Yuxiang, protagonista, studente delle scole medie e poi delle superiori.
- Susan, studentessa della quale è innamorato Lin Yuxiang; ha un nome straniero perché ha vissuto in Canada.
- Ma Debao, insegnante di lingua e letteratura cinese alle scuole medie.
- Luo Tiancheng, compagno di classe di Lin Yuxiang alle scuole medie.
- Shen Xi'er, compagna di classe di Lin Yuxiang alle scuole medie, amica di Susan.
- signori Lin, genitori di Lin Yuziang; la madre è un'appassionata giocatrice di majiang.
- Liang Zijun, studente che prende ripetizioni insieme a Lin Yuxiang, trascura gli studi per dedicarsi alle ragazze.
- White Bull, organizzatore dei corsi di ripetizione per gli studenti delle scuole medie.
- Liu Zizhang, insegnante di scienze motorie alla Scuola Superiore n. 3 sud di Shanghai.
- Xie Jingyuan, compagno di banco di Yuxiang alla Scuola Superiore n. 3 sud di Shanghai, è tra gli allievi ammessi per meriti scolastici.
- Mei Xuan, 30 anni, insegnante di lingua cinese alla Scuola Superiore n. 3 sud di Shanghai.
- Yu Xiong, compagno di corso di Yuxiang, ex studente di Scienze motorie.
- Song Shiping, compagno di corso di Yuxiang.
- Quiang Rong, compagno di scuola di Yuxiang alla Scuola Superiore n. 3 sud di Shanghai, è tra gli allievi ammessi a pagamento.
- Yao Shuqin, compagno di scuola di Yuxiang alla Scuola Superiore n. 3 sud di Shanghai, è la fidanzatina di Qiang Rong.

## Critica
Il 15 gennaio 2012 un altro famoso blogger cinese, Mai Tian, pubblica un post in cui sostiene che Han Han non è il vero autore di Le tre porte, il quale sarebbe stato scritto da suo padre Han Renjun, un appassionato di letteratura classica cinese costretto a lasciare l'università perché affetto da epatite B. Sostiente anche la maggior parte dei successivi romanzi pubblicati da Han Han sono 
opera di una squadra di ghostwriters diretta dal suo editore Lu Jinbo.
A seguito della categorica smentita di Han Han,  tre giorni più tardi Mai Tian è costretto a rimuovere il post dal proprio blog e a presentare scuse formali.

## Edizioni
- Han Han, Le tre porte, Metropoli d’Asia, 2011,  p. 400, ISBN 978-8896317181.